# Arnold Houbraken

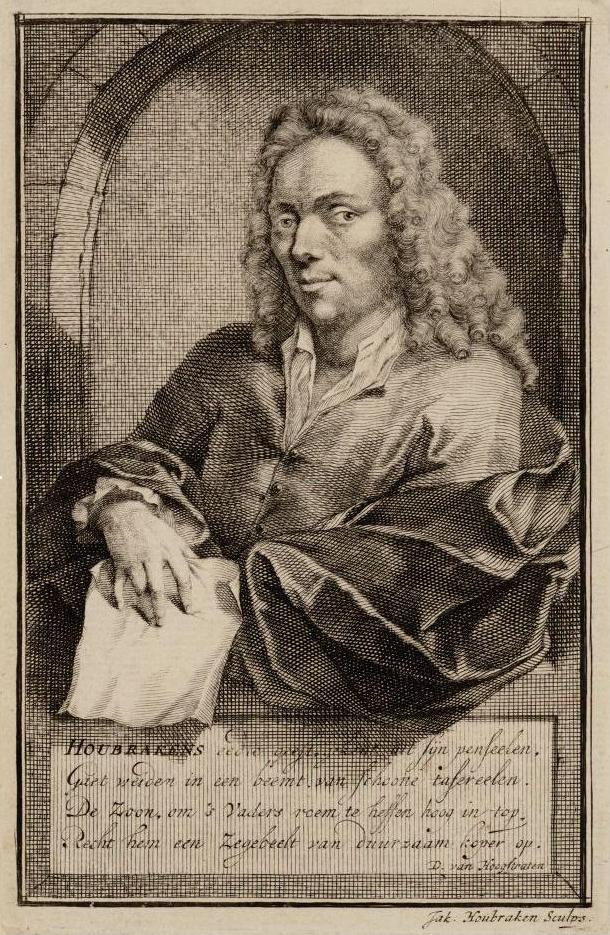
Arnold Houbraken

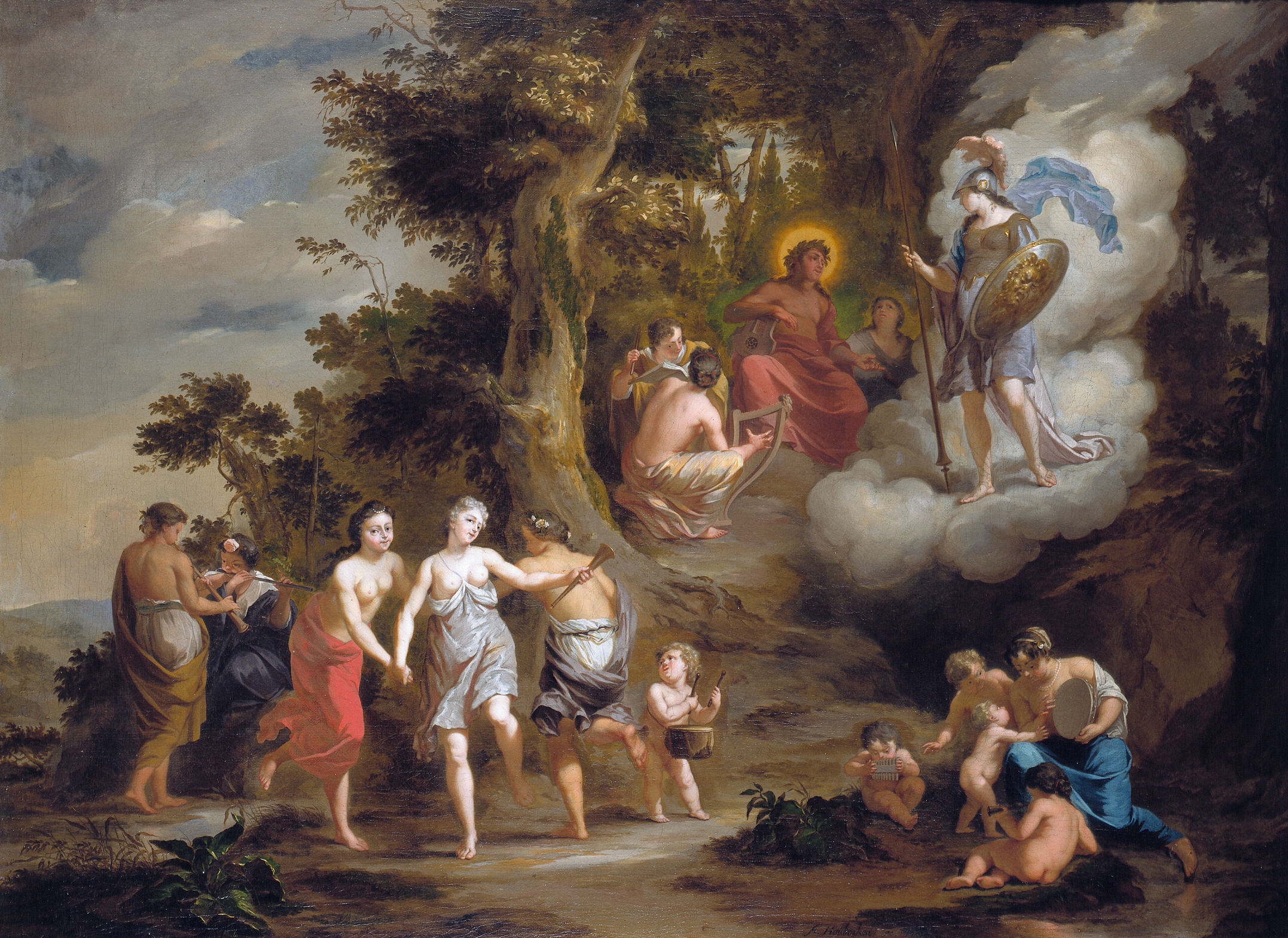
Pallas Athene bezoekt Apollo op de Parnassus

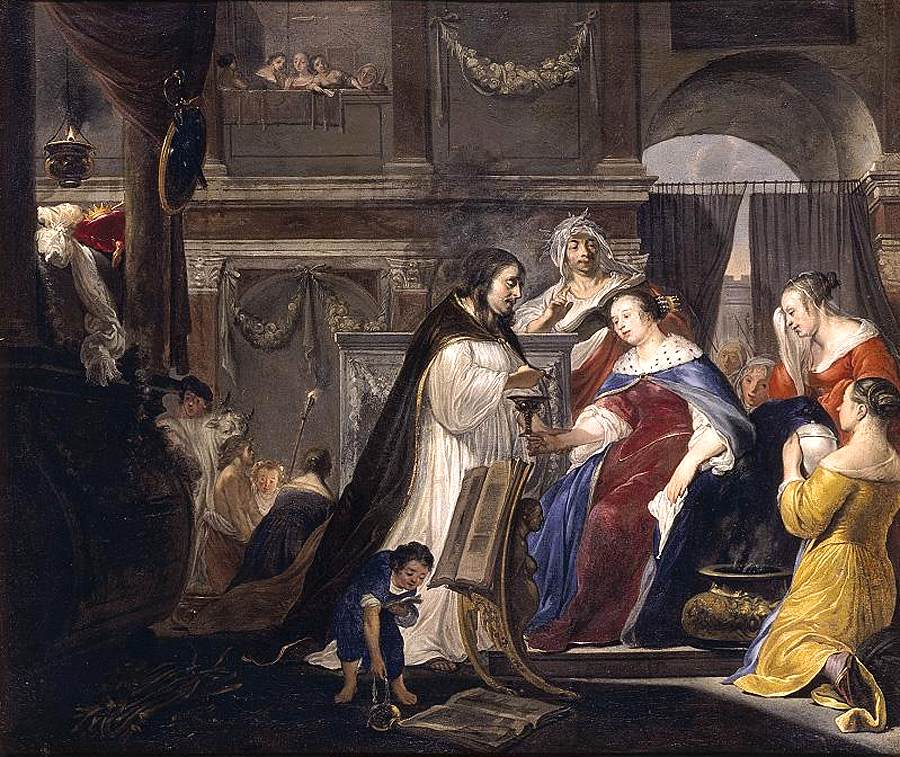
Commemoration of King Mausolus by Queen Artemisia

Arnold Houbraken (född 1660 i Dordrecht, död 1719), nederländsk konstnär, biograf.
Som konstnär målade Houbraken i en stil nära fransk klassicism. Houbraken är emellertid mest ihågkommen som biograf; hans De Groote Schouburgh der Nederlantsche konstschilders en schilderessen (1718-1721), som utgör en fortsättning på Karel van Mander d.ä.:s då mer än sekelgamla samling konstnärsbiografier, beskriver nederländska konstnärers liv under 1600-talet.
Far till kopparstickaren Jakob Houbraken som stack porträtten till faderns biografier.